# Яков Бекенштейн
Яков Давід Бекенштейн ( івр. יעקב דוד בקנשטיין; 1 травня 1947 — 16 серпня 2015) — американський та ізраїльський фізик-теоретик, який зробив фундаментальний внесок у створення основ термодинаміки чорних дір та інші аспектів зв'язку між інформацією та гравітацією.

## Біографія
Яков Бекенштейн народився в Мехіко в родині Йосефа та Естер, польських євреїв, які емігрували до Мексики. У ранньому віці він переїхав до Сполучених Штатів, отримавши громадянство США в 1968 році  Він також був громадянином Ізраїлю.
Бекенштейн навчався в Політехнічному інституті Брукліна, тепер відомому як інженерна школа Нью-Йоркського університету Тандон, здобувши ступінь бакалавра та ступінь магістра наук у 1969 році. У 1972 році він здобув ступінь доктора філософії в Принстонському університеті, працюючи під керівництвом Джона Арчибальда Вілера.
Бекенштейн мав трьох дітей зі своєю дружиною Білхою. Усі троє дітей, Єгонадав, Урія та Рівка Бекенштейн, стали вченими. Бекенштейн був відомий як релігійна людина, його цитували: «Я дивлюся на світ як на продукт Бога, Він встановив дуже конкретні закони, і ми із задоволенням відкриваємо їх завдяки науковій роботі».

## Наукова кар'єра
До 1972 року Бекенштейн опублікував три впливові статті про зірковий феномен чорної діри, постулюючи теорему про відсутність волосся та представивши теорію термодинаміки чорної діри. У наступні роки Бекенштейн продовжив дослідження чорних дір, опублікувавши статті про їхню ентропію та квантову масу.
З 1972 по 1974 рік Бекенштейн був докторантом Техаського університету в Остіні. Потім він іммігрував до Ізраїлю, щоб читати лекції та викладати в Університеті Бен-Гуріона в Беер-Шеві. У 1978 році став професором, а в 1983 році — завідувачем кафедри астрофізики.
У 1990 році він став професором Єврейського університету в Єрусалимі, а через три роки був призначений керівником кафедри теоретичної фізики. У 1997 році він був обраний до Ізраїльської академії наук і гуманітарних наук. Він був запрошеним науковцем в Інституті перспективних досліджень у 2009 та 2010 роках.
Крім лекцій і резиденцій по всьому світу, Бекенштейн продовжував служити професором теоретичної фізики в Єврейському університеті до своєї смерті у віці 68 років у Гельсінкі, Фінляндія. Він несподівано помер 16 серпня 2015 року, лише через кілька місяців після отримання премії Ейнштейна від Американського фізичного товариства «за його новаторську роботу з ентропії чорної діри, яка започаткувала створення термодинаміки чорної діри та змінила тривалі зусилля з уніфікації квантової механіки і гравітації».

## Внесок у фізику
У 1972 році Бекенштейн першим припустив, що чорні діри повинні мати чітко визначену ентропію. Він писав, що ентропія чорної діри пропорційна площі її (чорної діри) горизонту подій. Бекенштейн також сформулював узагальнений другий закон термодинаміки, термодинаміку чорних дір, для систем, що містять чорні діри. Обидва внески були підтверджені, коли Стівен Гокінг (і, незалежно, Зельдович та інші) запропонував існування випромінювання Гокінга через два роки. Гокінг спочатку заперечував ідею Бекенштейна на тій підставі, що чорна діра не може випромінювати енергію і, отже, не може мати ентропію. Однак у 1974 році Гокінг провів тривалий розрахунок, який переконав його, що частинки справді можуть випускатися з чорних дір. Сьогодні це відоме як випромінювання Гокінга. Також Бекенштейн та Джон Арчібальд Вілер працювали разом, щоб розробити теорему про відсутність волосся, посилання на вислів Вілера про те, що «чорні діри не мають волосся» на початку 1970-х років. Пропозиція Бекенштейна виявилася нестійкою, але вона вплинула на розвиток галузі .
Ґрунтуючись на своїй роботі з термодинаміки чорних дір, Бекенштейн також продемонстрував межу Бекенштейна котра стверджує: існує максимальна кількість інформації, яка потенційно може зберігатися в певній кінцевій області простору, яка має кінцеву кількість енергії (що подібно до голографічного принципу).
У 1982 році Бекенштейн розробив сувору структуру для узагальнення законів електромагнетизму для обробки непостійних фізичних констант. Його структура замінює сталу тонкої структури скалярним полем. Однак ця основа для зміни констант не включала гравітацію.
У 2004 році Бекенштейн розширив теорію модифікованої ньютонівської динаміки (MOND) Мордехая Мілгрома, розробивши релятивістську версію. Він відомий як TeVeS для тензора/вектора/скаляра і вводить три різні поля в просторі-часі замість одного поля тяжіння.

## Нагороди та визнання
- Наукова премія Ернста Давида Бергмана (Ізраїль) 1977 року
- Премія Ландау за дослідження в галузі фізики (Ізраїль) 1981 р.[19]
- Премія у Фонд досліджень гравітації (Сполучені Штати) у 1981 році [19]
- Премія Ротшильда з фізичних наук у 1988 році [19]
- Обраний до Ізраїльської академії наук і гуманітарних наук у 1997 році [8]
- Друга премія за есе від Gravity Research Foundation у 2001 році [19]
- Обраний до Всесвітньої єврейської академії наук у 2003 році [3]
- Премія Ізраїлю з фізики 2005 р.[20]
- Премія Вейцмана з точних наук (Тель-Авів, Ізраїль) 2011 р.[19]
- Премія Вольфа з фізики 2012 року [21]
- Премія Ейнштейна Американського фізичного товариства в 2015 році [8]

## Опубліковані праці
- Дж. Д. Бекенштейн, Інформація в голографічному Всесвіті. Scientific American, том 289, номер 2, серпень 2003 р., с. 61.
- JD Bekenstein і M. Schiffer, Квантові обмеження на зберігання та передачу інформації, Int. J. of Modern Physics 1:355–422 (1990).
- JD Bekenstein, Вміст ентропії та потік інформації в системах з обмеженою енергією, Phys. Рев. D 30:1669–1679 (1984) Archived. [citeseer]
- JD Bekenstein, Комунікація та енергія, Phys. Rev A 37(9):3437–3449 (1988) Archived. [citeseer]
- JD Bekenstein, Межі ентропії та другий закон для чорних дір, Phys. Рев. D 27(10):2262–2270 (1983). [citeseer]
- JD Bekenstein, Питома ентропія та знак енергії, Phys. Рев. D 26(4):950–953 (1982). [citeseer]
- Дж. Д. Бекенштейн, Чорні діри та повсякденна фізика, Загальна теорія відносності та гравітація, 14(4):355–359 (1982). [citeseer]
- JD Bekenstein, Універсальна верхня межа відношення ентропії до енергії для обмежених систем, Phys. Рев. D 23:287–298 (1981). [citeseer]
- JD Bekenstein, Вартість енергії передачі інформації, Phys. Рев. Lett 46:623–626. (1981). [citeseer]
- Дж. Д. Бекенштейн, Термодинаміка чорної діри, Physics Today, 24–31 (січень 1980 р.).
- JD Bekenstein, Статистична термодинаміка чорної діри, Phys. Рев. D 12:3077–3085 (1975). [citeseer]
- JD Bekenstein, Узагальнений другий закон термодинаміки у фізиці чорних дір, Phys. Рев. D 9:3292–3300 (1974) Archived. [citeseer]
- JD Bekenstein, Чорні діри та ентропія, Phys. Рев. D 7:2333–2346 (1973) Archived. [citeseer]
- JD Bekenstein, Black holes and the second law, Nuovo Cimento Letters 4:737–740 (1972).
- JD Bekenstein, Неіснування баріонного числа статичних чорних дір, Phys. Рев. D 5:2403–2412 (1972). [citeseer]

## зовнішні посилання
- Цитати за темою Яков Бекенштейн у Вікіцитатах
- Bekenstein's papers list at ArXiv with links to the full papers
- Israel Prize Official Site – CV of Jacob Bekenstein(івр.)